# Амаруканча
Амарука́нча (кечуа Amaru Kancha) — дом, храм Змия в городе Куско, Перу, на юго-западной стороне центральной площади Пласа де Армас. Один из важнейших храмов в религии Инков. Являлся дворцом одиннадцатого правителя Уайна Капака. Словом амару называют огромнейших змей, которые водятся в горах той земли.

## Назначение храма
Назначением храма, согласно итальянского священника, иезуита Хуана Анелло Оливы, было «поклонение идолу в виде дракона-змея, пожирающего скорпиона».
С этим местом связана одна интересная деталь сакральных верований и философии Инков, приводимая тем же автором: «Дракон был жизненной силой Создателя; и как мы, католики, почитаем женский облик Божества Святой Девы Марии, подобным же образом вместилище и жало скорпиона у [Инков] символизировали женский клитор, почитая в нём мужское начало в женщине». Потому у инков бытовал обычай обрезать клитор у девочек, что католическими священниками расценивалось как варварство.

## Фольклор

### История о Вайна Капаке
Также со Змием связана одна сказка времен Уайна Капака.
Когда один полководец с солдатами попал в пещеру Змия в качестве пленника, и змий пожирал солдат одного за другим, пока полководец не сбежал, но змий стал преследовать его, но полководец превратился в пальму чунта, змий же обвил её, пальма начала расти и придавила змия, из внутренностей которого высыпались черепа и кости.

## Упоминания хронистов

### Сармьенто де Гамбоа
Как пишет Сармьенто де Гамбоа, после отправления Вайна Капака в поход, вместо него в Куско остался его брат (незаконнорожденный) Синчи Рокка, знаток в строительстве. Он возвел все сооружения Юкайя и домов Инки в квартале Касана, в Куско.

### Гарсиласо де ла Вега
Об этом сооружении упоминает Инка Гарсиласо де ла Вега: «Перед теми домами, которые были королевскими, лежит главная площадь города, называемая Хаукай-пата, что значит платформа или площадь для праздников и ликований. Она с севера на юг имеет в длину двести шагов, более или менее, что означает четыреста футов; а с запада на восток сто пятьдесят шагов в ширину вплоть до ручья. В конце площади в южной её части находились два других королевских дома; тот, что был рядом с ручьем в середине улицы, назывался Амару-канча, что значит квартал огромных змей: он стоял напротив Касаны; это были дома Вайна Капака; сейчас они принадлежат святому ордену иезуитов. Я застал их огромный гальпон, хотя он не был таким большим, как в Касана. Я застал также большую прекраснейшую круглую башню, которая находилась на площади прямо перед домом. В другом месте мы скажем об этой башне; поскольку она была первым помещением, которое испанцы заполучили в том городе (помимо её великой красоты), завоевателям города следовало бы её сохранить; ничего другого от того королевского дома я не застал: все было повержено на землю. При первом разделе главная часть этого королевского дома — ею являлось то, что выходило на площадь, — досталась Эрнандо Писарро, брату маркиза дона Франсиско Писарро, который также был в числе первых завоевателей того города. Этого рыцаря я видел в Мадриде при королевском дворе в году тысяча пятьсот шестьдесят втором. Другая часть [дома] досталась Мансио Серра де Легисамо, он из первых конкистадоров. Другая часть — Антонио Альтамирано — я знал два его дома: один из них он, должно быть, купил. Другая часть была выделена под тюрьму для испанцев. Другая часть досталась Алонсо Масуэла, он из первых конкистадоров; затем она принадлежала Мартину Дольмосу. Другие части достались другим [испанцам], которых я не помню».
«Все поселения, кварталы и королевские дома, которые мы назвали, были расположены на востоке от ручья, который протекает по главной площади, где, как следует заметить, у инков находились те три огромных гальпона, [возведенные] вдоль [двух] боковых сторон и напротив главной стороны площади, чтобы, несмотря на дождь, отмечать в них свои главные праздники в те дни, на которые приходились эти праздники, отмечавшиеся с наступлением новолуния в такие-то и такие-то месяцы и солнцестояния. Во время всеобщего восстания, которое индейцы подняли против испанцев, когда они сожгли весь тот город, они не предали огню три из четырех гальпонов, о которых мы говорили, а именно гальпон в Колькам-пата, Касана и Амару-канча, а на четвертый, который служил жилищем для испанцев [и] который сейчас является кафедральным собором, они обрушили бесчисленное множество огненных стрел, и солома загорелась более чем в двадцати местах, но она потухла, как мы расскажем об этом в должном месте, ибо бог не позволил, чтобы тот гальпон сгорел бы в ту ночь, как и во многие другие ночи и дни, когда они пытались сжечь его, [и] благодаря этим и другим подобным чудесам, которые совершил господь, чтобы его католическая вера пришла в ту империю, испанцы смогли её завоевать. Они также не тронули храм Солнца и дом избранных девственниц; все же остальное они сожгли, чтобы сжечь испанцев».
Как указано в «Первой Книге Муниципалитета Куско» (1534 год) при разделе конкистадорами центрального Куско этот храм достался Эрнандо де Сото (но не Эрнандо Писарро, что также подтверждает Педро Писарро), поскольку там он впервые остановился в Куско и там проживала палья Кори Куильюр, то есть «Золотая Звезда» (знатная женщина), дочь Васкара, с которой сошёлся де Сото. Их дочь звали Леонор де Сото.
В 1536 году это владение Эрнандо де Сото досталось Эрнандо Писарро, вернувшегося из Испании.
После него дом, похоже, перешёл к Антонио Альтамирано. Тот же Гарсиласо пишет: «Все это я видел в Коско в королевском доме, который принадлежал инке Вайна Капаку, в той его части, которая выпала на долю Антонио Альтамирано, когда тот город между собой делили конкистадоры; в одну из его комнат во времена Вайна Капака попала молния; индейцы замуровали камнем и глиной её двери, считая это дурным предзнаменованием для своего короля: они сказали, что он должен потерять часть своей империи или с ним случится другое подобное несчастье, ибо отец Солнце указал на его дом как на несчастное место. Мне удалось проникнуть в замурованную комнату, позже перестроенную испанцами; через три года другая молния ударила и попала в эту же самую комнату и спалила её всю. Индейцы среди прочих вещей говорили, что поскольку Солнце уже указало, что то место является проклятым, то зачем же испанцы снова начали строить там, а не оставили его покинутым, каким оно было, не обращая на него внимания». «Первый, кто в Коско имел коров, был Антонио де Альтамирано, уроженец Эстремадуры, отец Педро и Франсиско Альтамирано, моих соучеников-метисов».
Эрнандо Писарро встречался в Испании с Гарсиласо де ла Вега после 1561 года и рассказывал ему об этом.
Поскольку возвращаться Писарро в Перу было запрещено, он распродавал свои владения. В 1572 году дочь Де Сото, Леонор, пыталась восстановить свои права на владения частью бывшего дворца, но неудачно. В конце концов Эрнандо Писарро продал свою часть владений иезуитам.

## Церковь Ордена иезуитов
При строительстве на этом месте церкви Ордена иезуитов были разрушены практически все постройки инков, сама же церковь была в 1650 году была уничтожена мощным землетрясением. Восстановлена в 1688 году. В храме имеется роспись «Венчание Мартина Гарсия де Лойола с Беатрис Клара Койа», где на одеждах инкской знати присутствуют знаки токапу, предположительно, являвшиеся письменностью инков.